# Chrysorithrum sericeum
Chrysorithrum sericeum là một loài bướm đêm trong họ Erebidae.